# フランチェスコ・フォスカリ

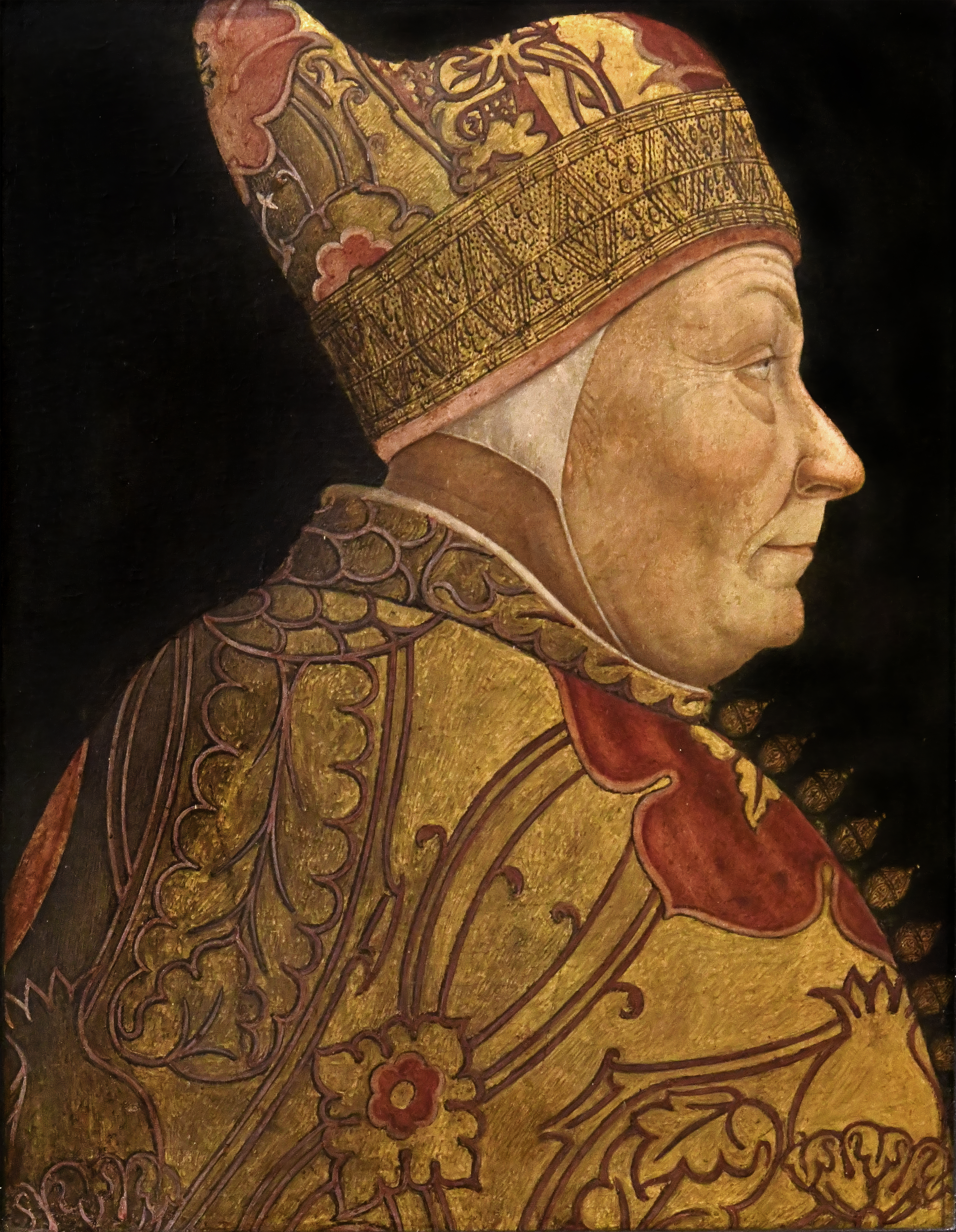
ドージェ・フランチェスコ・フォスカリ像、ラッツァーロ・バスティアーニ画

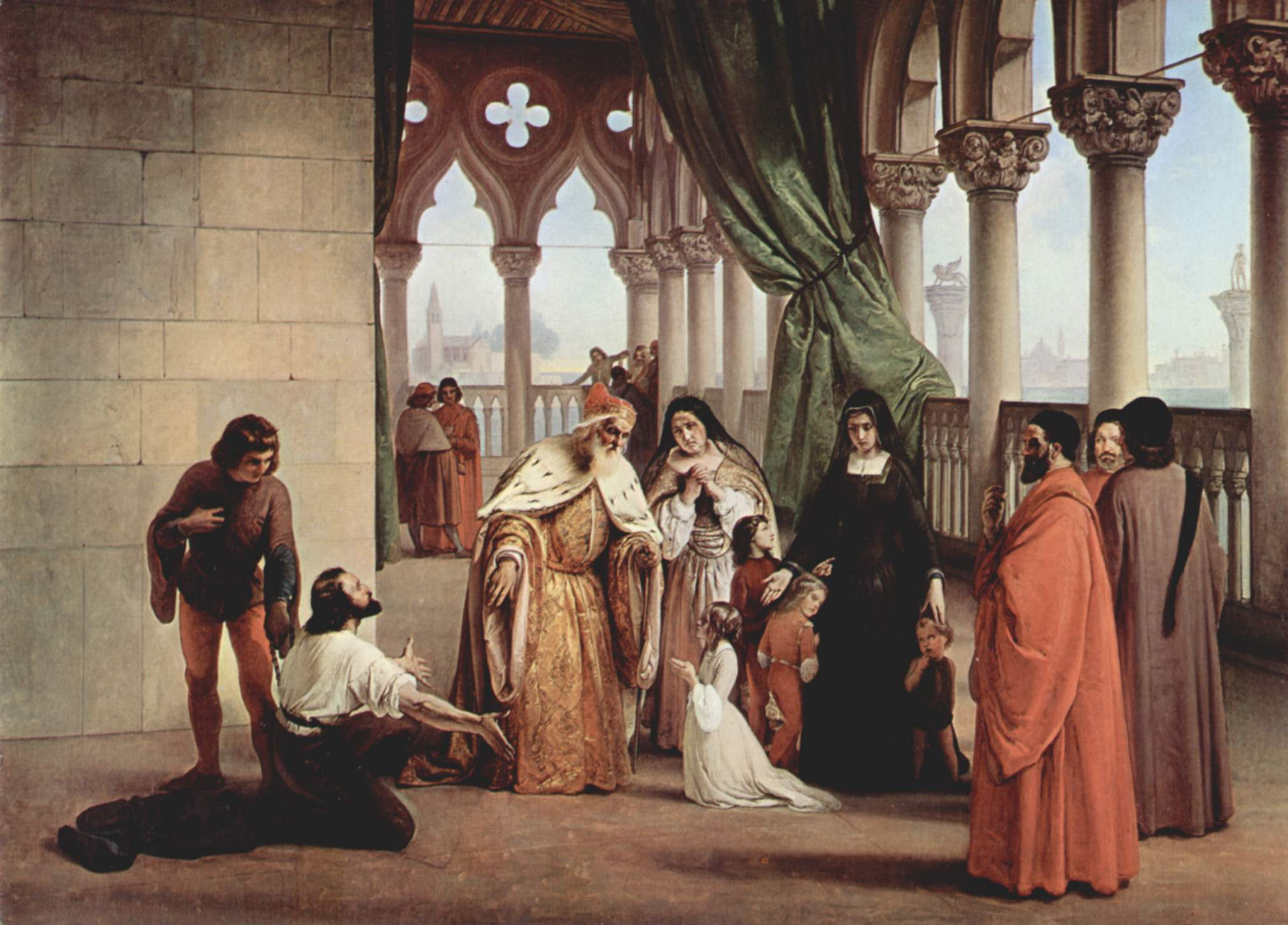
2人のフォスカリ、フランチェスコ・アイエツ画

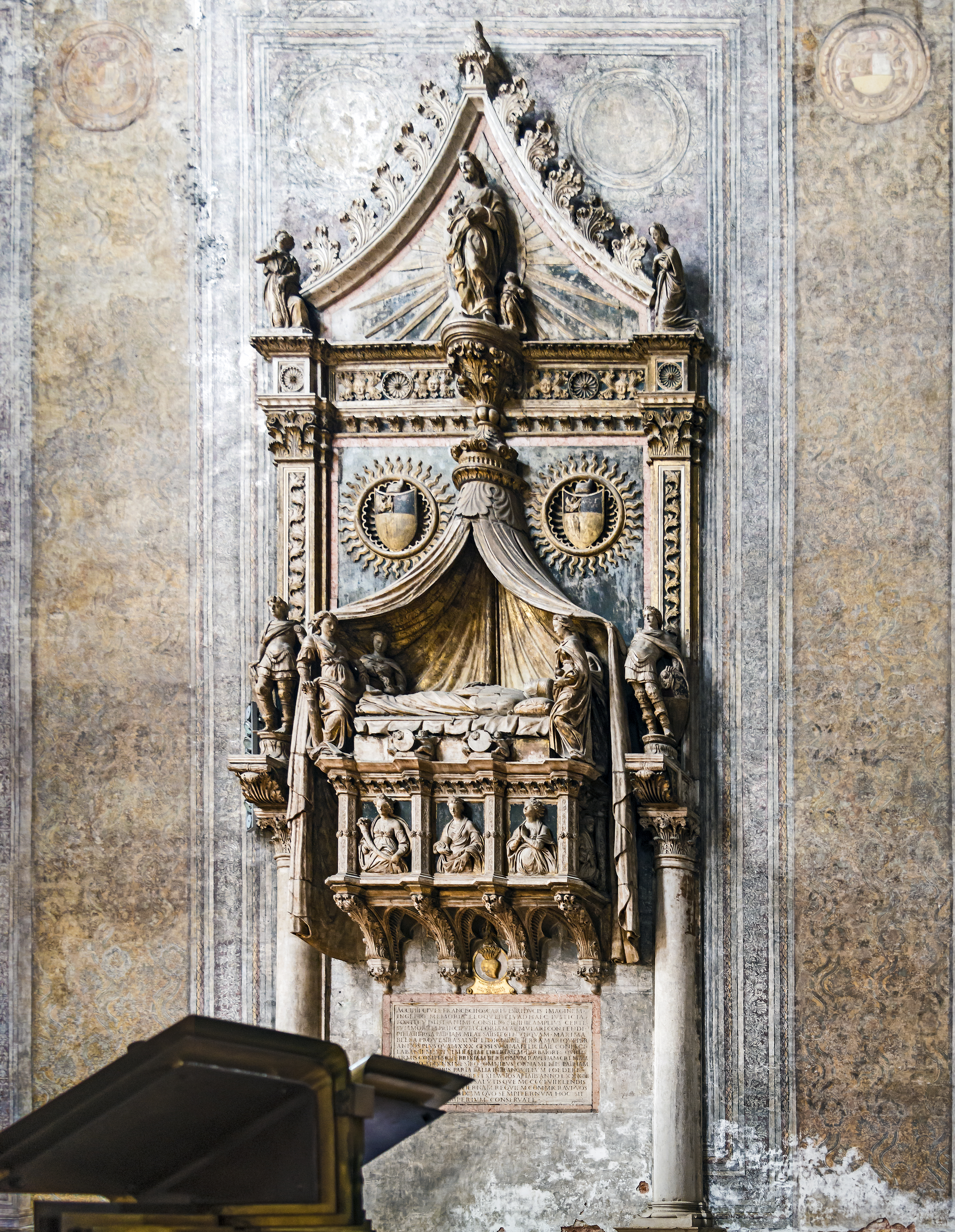
彼の墓。

フランチェスコ・フォスカリ （Francesco Foscari, 1373年 - 1457年11月1日）は、ヴェネツィアの元首（ドージェ）。イタリア・ルネサンスの最盛期に元首をつとめた（在任:1423年-1457年）。
フォスカリが長くヴェネツィアを率いた当時、イタリア全土征服を狙うミラノ公国（ヴィスコンティ家）との戦いもまた長引いた。注目に値する戦勝を次々と挙げながらも、戦争でヴェネツィアは多くの犠牲を払った。フィレンツェとの同盟後、連合軍はフランチェスコ・スフォルツァ指揮のミラノ軍に打ち勝った。スフォルツァはただちにフィレンツェと停戦したが、ヴェネツィアは相手にされなかった。
1445年、フォスカリの息子ヤコポは、贈収賄と汚職のかどで十人委員会に告発され、ヴェネツィアを追われた。1450年と1456年に他の2つの審理が行われ、ヤコポはクレタ島に流刑にされ、そこで死を迎えた。
息子の死の知らせは、フォスカリを自身の務める政府の要職から身を引かせる事態を引き起こした。1457年10月、十人委員会により彼は辞職させられた。彼はこの措置に抵抗したものの、十人委員会に逆らうことはできなかった。10月31日、新たな元首パスクワル・マリピエロが選出された。その翌日、11月1日にフォスカリは死んだ。この出来事により、共和国市民の抗議が巻き起こったため、フォスカリは国葬の扱いをもって弔われた。

## フィクションの中のフォスカリ
バイロンは、フォスカリの一生をもとに『二人のフォスカリ』を書いた。この作品を下敷きにして、ジュゼッペ・ヴェルディのオペラ『二人のフォスカリ』（I Due Foscari）がつくられ、1844年11月3日に初演された。